# Aleksandr Konstantinovič Ivanov
Aleksandr Konstantinovič Ivanov (rus. Александр Константинович Иванов) (Rustavi, Gruzija, 22. srpnja 1989.) je ruski dizač utega. Osvajač je srebrne medalje na Olimpijadi u Londonu 2012. dok je 2010. bio svjetski prvak u težinskoj kategoriji do 94 kg.

## Olimpijske igre

### OI 2012.
| RANG | Natjecatelj          | Težina natjecatelja | Ukupno podignuto kg |
| ---- | -------------------- | ------------------- | ------------------- |
|      | Ilja Ilin            | 93,52               | 418                 |
|      | Aleksandar Ivanov    | 93,30               | 409                 |
|      | Anatolie Cîrîcu      | 93,29               | 407                 |
| 4.   | Andrej Demanov       | 93,85               | 407                 |
| 5.   | Saeid Mohammadpour   | 94,00               | 402                 |
| 6.   | Intiqam Zairov       | 93,17               | 397                 |
| 7.   | Almas Utešov         | 93,15               | 395                 |
| 8.   | Kim Min-Jae          | 93,68               | 395                 |
| 9.   | Tomasz Zieliński     | 93,61               | 385                 |
| 10.  | Aliaksandr Makaranka | 93,65               | 384                 |

## Vanjske poveznice
- Popis sportskih uspjeha sportaša
- IWF.net[neaktivna poveznica]